# Danh sách điểm đến của Aeroméxico
Dưới đây là danh sách các điểm đến của hãng hàng không Aeroméxico.
| Quốc gia                                | Thành phố           | Sân bay                                              | Ghi chú  | Tham khảo         |
| --------------------------------------- | ------------------- | ---------------------------------------------------- | -------- | ----------------- |
| Argentina                               | Buenos Aires        | Sân bay quốc tế Ministro Pistarini                   |          |                   |
| Brazil                                  | Rio de Janeiro      | Sân bay quốc tế Rio de Janeiro-Galeão                | Đã ngưng | [ 1 ] [ 2 ]       |
| Brazil                                  | São Paulo           | Sân bay quốc tế São Paulo–Guarulhos                  |          |                   |
| Canada                                  | Calgary             | Sân bay quốc tế Calgary                              | Đã ngưng | [ 3 ]             |
| Canada                                  | Montreal            | Sân bay quốc tế Montréal–Pierre Elliott Trudeau      |          |                   |
| Canada                                  | Toronto             | Sân bay quốc tế Toronto Pearson                      |          | [ 4 ]             |
| Canada                                  | Vancouver           | Sân bay quốc tế Vancouver                            |          | [ 5 ]             |
| Chile                                   | Santiago            | Sân bay quốc tế Comodoro Arturo Merino Benítez       |          |                   |
| Trung Quốc                              | Thượng Hải          | Sân bay quốc tế Phố Đông Thượng Hải                  | Đã ngưng | [ 6 ]             |
| Colombia                                | Bogotá              | Sân bay quốc tế El Dorado                            |          |                   |
| Colombia                                | Cali                | Sân bay quốc tế Alfonso Bonilla Aragón               | Đã ngưng | [ 7 ] [ 8 ]       |
| Colombia                                | Medellín            | Sân bay quốc tế José María Córdova                   |          | [ 9 ]             |
| Costa Rica                              | San José            | Sân bay quốc tế Juan Santamaría                      |          |                   |
| Cuba                                    | Havana              | Sân bay quốc tế José Martí                           |          |                   |
| Cộng hòa Dominica                       | Santo Domingo       | Sân bay quốc tế Las Américas                         |          | [ 10 ]            |
| Ecuador                                 | Quito               | Sân bay quốc tế Mariscal Sucre                       |          |                   |
| Ecuador                                 | Guayaquil           | Sân bay quốc tế José Joaquín de Olmedo               | Đã ngưng | [ 11 ] [ 12 ]     |
| Pháp                                    | Paris               | Sân bay quốc tế Charles de Gaulle                    |          |                   |
| Pháp                                    | Paris               | Sân bay Orly                                         | Đã ngưng | [ 13 ]            |
| Đức                                     | Frankfurt           | Sân bay Frankfurt                                    | Đã ngưng | [ 13 ]            |
| Guatemala                               | Thành phố Guatemala | Sân bay quốc tế La Aurora                            |          |                   |
| Ý                                       | Rome                | Sân bay Leonardo da Vinci–Fiumicino                  | Đã ngưng | [ 13 ]            |
| Nhật Bản                                | Tokyo               | Sân bay quốc tế Narita                               |          |                   |
| Mexico                                  | Acapulco            | Sân bay quốc tế Acapulco                             |          |                   |
| Mexico                                  | Aguascalientes      | Sân bay quốc tế Aguascalientes                       |          |                   |
| Mexico                                  | Cancún              | Cancún International Airport                         |          |                   |
| Mexico                                  | Chihuahua           | Sân bay quốc tế Chihuahua                            |          |                   |
| Mexico                                  | Ciudad del Carmen   | Sân bay quốc tế Ciudad del Carmen                    |          |                   |
| Mexico                                  | Ciudad Juárez       | Sân bay quốc tế Ciudad Juárez                        |          |                   |
| Mexico                                  | Ciudad Victoria     | Sân bay quốc tế Ciudad Victoria                      | Đã ngưng | [ cần dẫn nguồn ] |
| Mexico                                  | Cozumel             | Sân bay quốc tế Cozumel                              | Đã ngưng | [ 14 ]            |
| Mexico                                  | Cuernavaca          | Sân bay Cuernavaca                                   | Đã ngưng | [ cần dẫn nguồn ] |
| Mexico                                  | Culiacán            | Sân bay quốc tế Culiacán                             |          |                   |
| Mexico                                  | Guadalajara         | Sân bay quốc tế Guadalajara                          | Đầu mối  | [ 15 ] [ 16 ]     |
| Mexico                                  | Guaymas             | Sân bay quốc tế Guaymas                              | Đã ngưng | [ cần dẫn nguồn ] |
| Mexico                                  | Hermosillo          | Sân bay quốc tế Hermosillo                           |          | [ 15 ]            |
| Mexico                                  | Huatulco            | Sân bay quốc tế Bahías de Huatulco                   |          |                   |
| Mexico                                  | León                | Sân bay quốc tế Del Bajío                            |          |                   |
| Mexico                                  | Loreto              | Sân bay quốc tế Loreto                               | Đã ngưng | [ cần dẫn nguồn ] |
| Mexico                                  | Mazatlán            | Sân bay quốc tế Mazatlán                             |          |                   |
| Mexico                                  | Mérida              | Sân bay quốc tế Mérida                               |          |                   |
| Mexico                                  | Mexicali            | Sân bay quốc tế Mexicali                             |          |                   |
| Mexico                                  | Thành phố México    | Sân bay quốc tế Thành phố México                     | Đầu mối  | [ 15 ]            |
| Mexico                                  | Monterrey           | Sân bay quốc tế Monterrey                            | Đầu mối  | [ 15 ]            |
| Mexico                                  | Morelia             | Sân bay quốc tế Morelia                              |          |                   |
| Mexico                                  | Nogales             | Nogales International Airport                        | Đã ngưng | [ cần dẫn nguồn ] |
| Mexico                                  | Oaxaca              | Sân bay quốc tế Oaxaca                               |          |                   |
| Mexico                                  | Piedras Negras      | Sân bay quốc tế Piedras Negras                       | Đã ngưng | [ cần dẫn nguồn ] |
| Mexico                                  | Puerto Peñasco      | Sân bay quốc tế Mar de Cortés                        | Đã ngưng | [ cần dẫn nguồn ] |
| Mexico                                  | Puerto Vallarta     | Sân bay quốc tế Licenciado Gustavo Díaz Ordaz        |          |                   |
| Mexico                                  | Reynosa             | Sân bay quốc tế General Lucio Blanco                 |          |                   |
| Mexico                                  | Saltillo            | Sân bay Saltillo                                     | Đã ngưng | [ cần dẫn nguồn ] |
| Mexico                                  | San José del Cabo   | Sân bay quốc tế Los Cabos                            |          |                   |
| Mexico                                  | Tapachula           | Sân bay quốc tế Tapachula                            |          |                   |
| Mexico                                  | Tijuana             | Sân bay quốc tế Tijuana                              |          |                   |
| Mexico                                  | Toluca              | Sân bay quốc tế Toluca                               | Đã ngưng | [ cần dẫn nguồn ] |
| Mexico                                  | Torreón             | Sân bay quốc tế Torreón                              |          |                   |
| Mexico                                  | Tuxtla Gutiérrez    | Sân bay quốc tế Tuxtla Gutiérrez                     |          |                   |
| Mexico                                  | Veracruz            | Veracruz International Airport                       |          |                   |
| Mexico                                  | Villahermosa        | Sân bay quốc tế Villahermosa                         |          |                   |
| Hà Lan                                  | Amsterdam           | Sân bay Amsterdam Schiphol                           |          | [ 17 ]            |
| Nicaragua                               | Managua             | Augusto C. Sandino International Airport             |          |                   |
| Panama                                  | Thành phố Panama    | Sân bay quốc tế Tocumen                              | Đã ngưng | [ 18 ]            |
| Peru                                    | Lima                | Sân bay quốc tế Jorge Chávez                         |          |                   |
| Hàn Quốc                                | Seoul               | Sân bay quốc tế Incheon                              |          | [ 19 ] [ 20 ]     |
| Tây Ban Nha                             | Barcelona           | Sân bay quốc tế Barcelona                            |          | [ 21 ]            |
| Tây Ban Nha                             | Madrid              | Sân bay Barajas                                      |          |                   |
| Vương quốc Liên hiệp Anh và Bắc Ireland | London              | Sân bay Heathrow                                     |          |                   |
| Hoa Kỳ                                  | Albuquerque         | Albuquerque International Sunport                    | Đã ngưng | [ 13 ]            |
| Hoa Kỳ                                  | Atlanta             | Sân bay quốc tế Hartsfield–Jackson Atlanta           | Đã ngưng | [ 22 ]            |
| Hoa Kỳ                                  | Austin              | Sân bay quốc tế Austin-Bergstrom                     |          |                   |
| Hoa Kỳ                                  | Boston              | Sân bay quốc tế Logan                                | Đã ngưng | [ 23 ]            |
| Hoa Kỳ                                  | Brownsville         | Brownsville/South Padre Island International Airport | Đã ngưng | [ 24 ]            |
| Hoa Kỳ                                  | Chicago             | Sân bay quốc tế O'Hare                               |          |                   |
| Hoa Kỳ                                  | Dallas              | Sân bay quốc tế Dallas/Fort Worth                    |          |                   |
| Hoa Kỳ                                  | Denver              | Sân bay quốc tế Denver                               | Theo mùa | [ 25 ]            |
| Hoa Kỳ                                  | Detroit             | Sân bay quốc tế Detroit                              |          | [ 26 ]            |
| Hoa Kỳ                                  | El Paso             | Sân bay quốc tế El Paso                              | Đã ngưng | [ cần dẫn nguồn ] |
| Hoa Kỳ                                  | Fort Lauderdale     | Sân bay quốc tế Fort Lauderdale–Hollywood            | Đã ngưng | [ cần dẫn nguồn ] |
| Hoa Kỳ                                  | Fresno              | Fresno Yosemite International Airport                |          |                   |
| Hoa Kỳ                                  | Houston             | Sân bay liên lục địa George Bush                     |          |                   |
| Hoa Kỳ                                  | Laredo              | Sân bay quốc tế Laredo                               | Đã ngưng | [ 13 ]            |
| Hoa Kỳ                                  | Las Vegas           | Sân bay quốc tế McCarran                             |          |                   |
| Hoa Kỳ                                  | Los Angeles         | Sân bay quốc tế Los Angeles                          |          |                   |
| Hoa Kỳ                                  | McAllen             | Sân bay quốc tế McAllen Miller                       | Đã ngưng | [ 13 ]            |
| Hoa Kỳ                                  | Miami               | Sân bay quốc tế Miami                                |          |                   |
| Hoa Kỳ                                  | Nashville           | Sân bay quốc tế Nashville                            | Đã ngưng | [ cần dẫn nguồn ] |
| Hoa Kỳ                                  | New Orleans         | Sân bay quốc tế Louis Armstrong New Orleans          | Đã ngưng | [ 27 ]            |
| Hoa Kỳ                                  | New York City       | Sân bay quốc tế John F. Kennedy                      |          |                   |
| Hoa Kỳ                                  | Ontario             | Sân bay quốc tế Ontario                              | Đã ngưng | [ cần dẫn nguồn ] |
| Hoa Kỳ                                  | Orlando             | Sân bay quốc tế Orlando                              |          |                   |
| Hoa Kỳ                                  | Phoenix             | Sân bay quốc tế Phoenix Sky Harbor                   | Đã ngưng | [ 28 ]            |
| Hoa Kỳ                                  | Portland            | Sân bay quốc tế Portland                             | Đã ngưng | [ 23 ]            |
| Hoa Kỳ                                  | Sacramento          | Sân bay quốc tế Sacramento                           |          |                   |
| Hoa Kỳ                                  | Salt Lake City      | Sân bay quốc tế Thành phố Salt Lake                  | Đã ngưng | [ 29 ]            |
| Hoa Kỳ                                  | San Antonio         | San Antonio International Airport                    | Đã ngưng | [ 13 ]            |
| Hoa Kỳ                                  | San Diego           | Sân bay quốc tế San Diego                            | Đã ngưng | [ 13 ]            |
| Hoa Kỳ                                  | San Francisco       | Sân bay quốc tế San Francisco                        |          |                   |
| Hoa Kỳ                                  | San Jose            | Sân bay quốc tế San Jose                             | Đã ngưng | [ 23 ]            |
| Hoa Kỳ                                  | Seattle             | Sân bay quốc tế Seattle–Tacoma                       |          | [ 30 ]            |
| Hoa Kỳ                                  | Tucson              | Sân bay quốc tế Tucson                               | Đã ngưng | [ 31 ]            |
| Hoa Kỳ                                  | Washington, D.C.    | Sân bay quốc tế Washington Dulles                    | Đã ngưng | [ 23 ]            |
| Venezuela                               | Caracas             | Sân bay quốc tế Simón Bolívar                        | Đã ngưng | [ 32 ]            |